# Centre international des congrès de Katowice
Le centre international des congrès de Katowice (ICC) (en polonais : Międzynarodowe Centrum Kongresowe w Katowicach, MCK) est un centre de conférence et de congrès. Il a été ouvert au public en 2015. Il appartient à la ville de Katowice et est géré depuis mai 2016 par le PTWP Event Center en bail pluriannuel avec la ville.

## Histoire, conception et construction

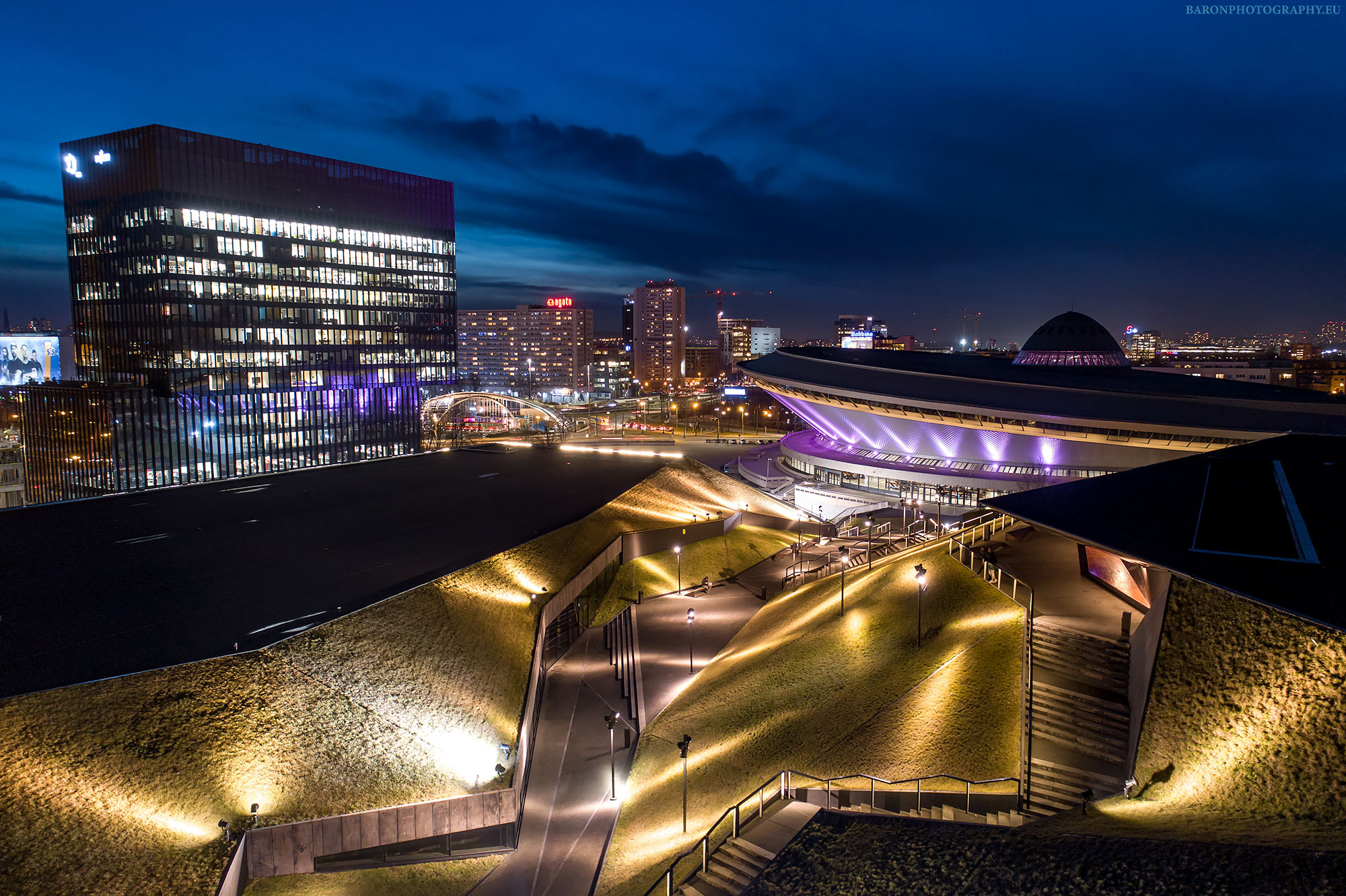
L’ICC et le Spodek de nuit en 2020.

Katowice, pendant la majeure partie de son histoire moderne, a été une ville minière de charbon et le cœur de la région industrielle de Pologne – la Silésie. Avec le Spodek, le musée de Silésie et l'Orchestre symphonique national de la radio polonaise à proximité, le Centre International des Congrès est construit sur une zone post-industrielle d'une ancienne mine de charbon de Katowice, qui a été opérationnelle jusqu'à la fin des années 1990,. Le lieu est implanté sur une ancienne décharge minière classée « 2A ».
En 2011, la ville de Katowice a commencé la construction du site pour un coût total de 378 millions de PLN (182 millions de PLN du budget de l'UE). Le site a été conçu par JEMS Architekci et le contrat de construction a été attribué à la coentreprise Polimex – Mostostal. Après que le contrat avec Polimex-Mostostal ait été annulé par la ville, le consortium Warbud et Mercury Engineering s'est vu attribuer la construction. La conception du centre, traversé par un canyon distinct afin de supprimer toute obstruction de la vue du Spodek, a été saluée et le bâtiment a été nommé au prix Mies van der Rohe en 2017,. Le lieu est relié directement au Spodek par un tunnel souterrain.
La construction du lieu s'est terminée en mars 2015, soit un an supplémentaire. Du 12 au 15 mars, ICC a organisé son premier événement – Intel ESL Expo Katowice.

## Capacité
Le Centre international des congrès de Katowice est divisé en 4 parties ,,,:
1. Salle multifonctionnelle d'une superficie de 8174 m 2 (jusqu'à 10 000 personnes), avec possibilité de diviser la salle en trois parties d'une superficie allant de 2 583 m2 à 2 839 m2 ;
2. Auditorium (jusqu'à 600 personnes) – séparé du reste, avec son propre hall, ses vestiaires et ses toilettes. Il assure une séparation complète des participants des autres événements se déroulant en même temps à la CPI ;
3. Salles de bal (jusqu'à 1000 personnes) – dans une partie séparée du bâtiment, avec hall et toilettes séparés. Il est possible de le diviser en trois modules indépendants A, B et C ;
4. Centre de conférence – salles de conférence de petite et moyenne taille au niveau supérieur (26 salles de réunion allant de 38 à 144 m2, avec possibilité de combiner et séparer les salles de réunion).

Le site dispose d’une capacité de stationnement de 1 500 voitures et bus.
Ensemble avec le Spodek, le centre peut accueillir des événements jusqu'à 25 000 participants.

## Zone culturelle de Katowice
La ville de Katowice a créé une zone culturelle (en polonais : Strefa Kultury) autour de la partie nouvellement réaménagée de la ville. Le coût total de la rénovation urbaine de la zone a dépassé le milliard de PLN. La zone a reçu divers prix, dont MP Power Multi Venue 2018, REAL ESTATE IMPACTOR 2018, Meeting Planner Power Awards 2016 et le meilleur produit touristique de l'année 2015 dans le cadre du concours de l'Office polonais du tourisme,,.

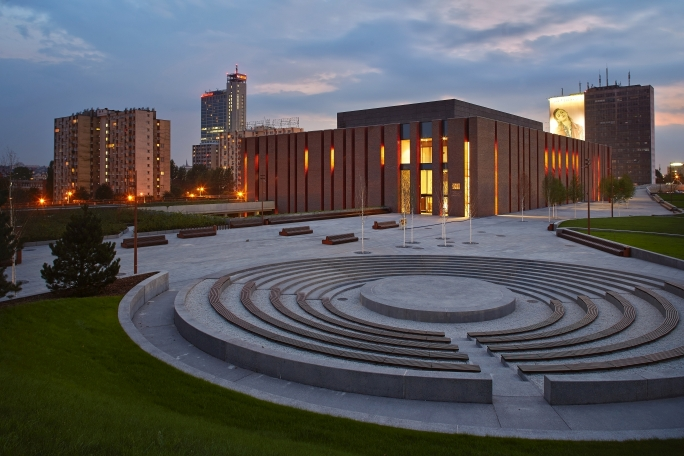
Orchestre symphonique national de la radio polonaise
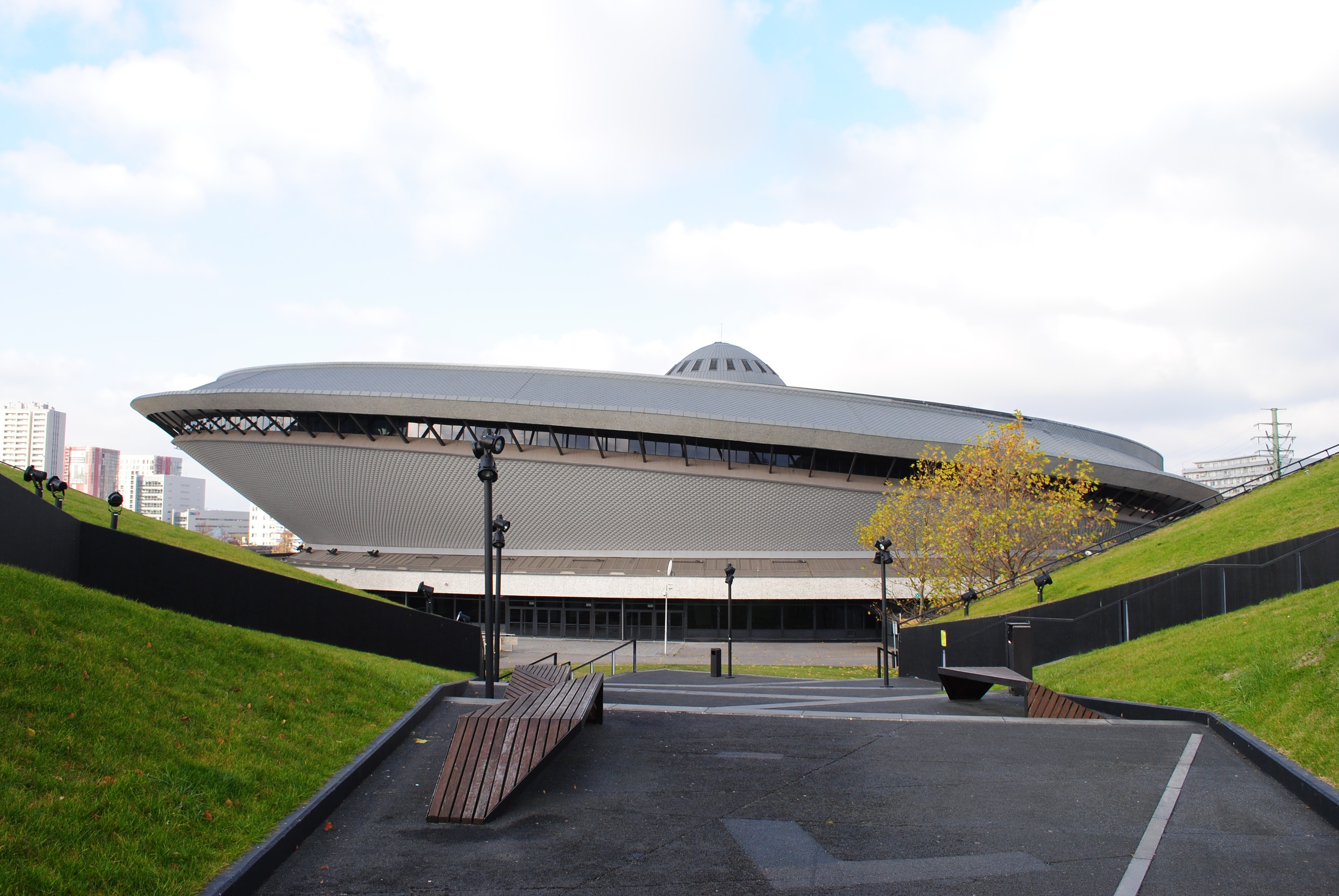
Le Spodek vue depuis l'ICC
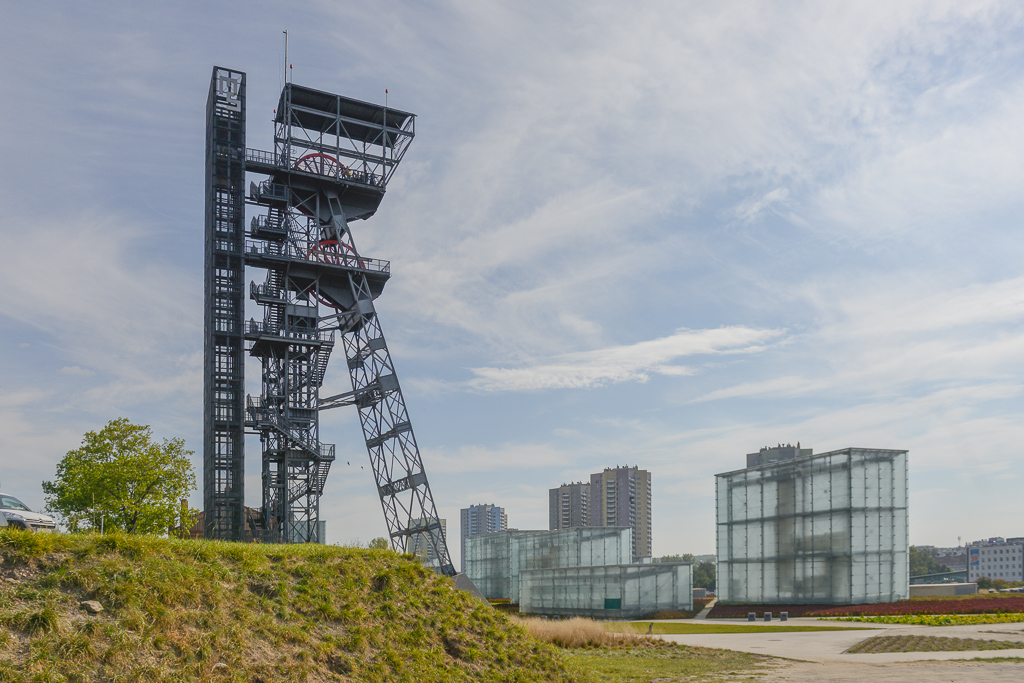
Entrée du musée de Silésie
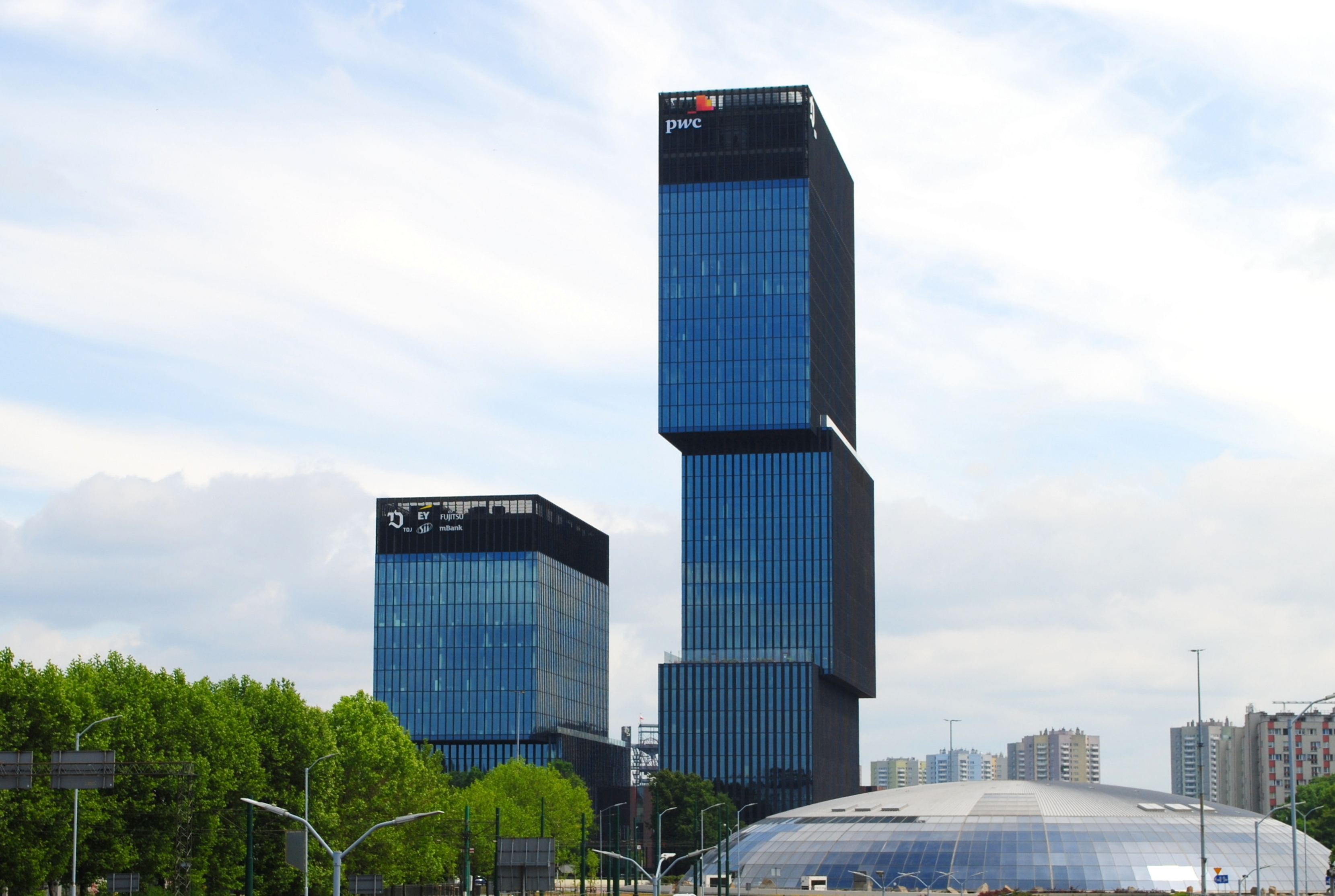
Gratte-ciel KTW
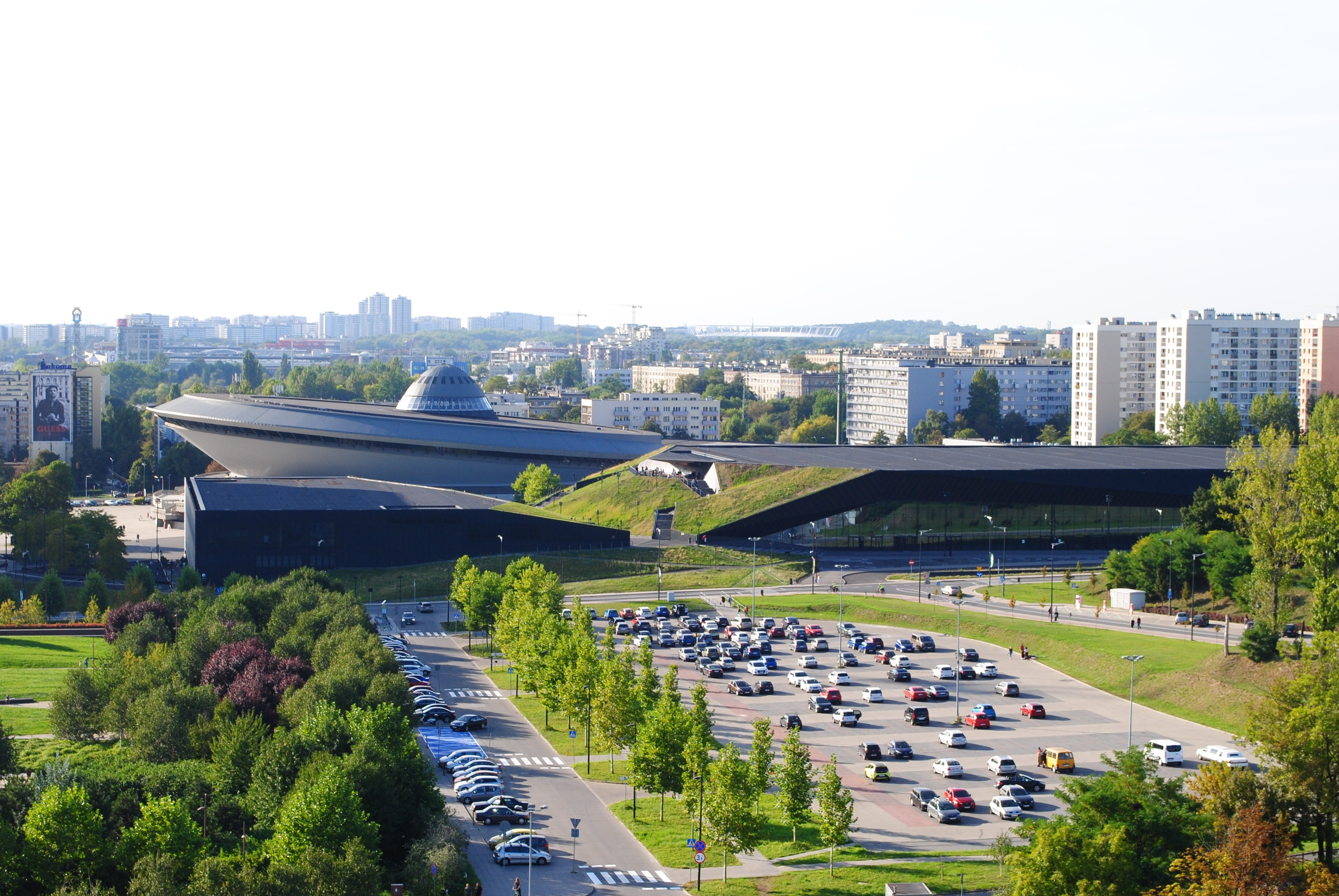
Le Spodek et l'ICC vus depuis le musée de Silésie

## Événements

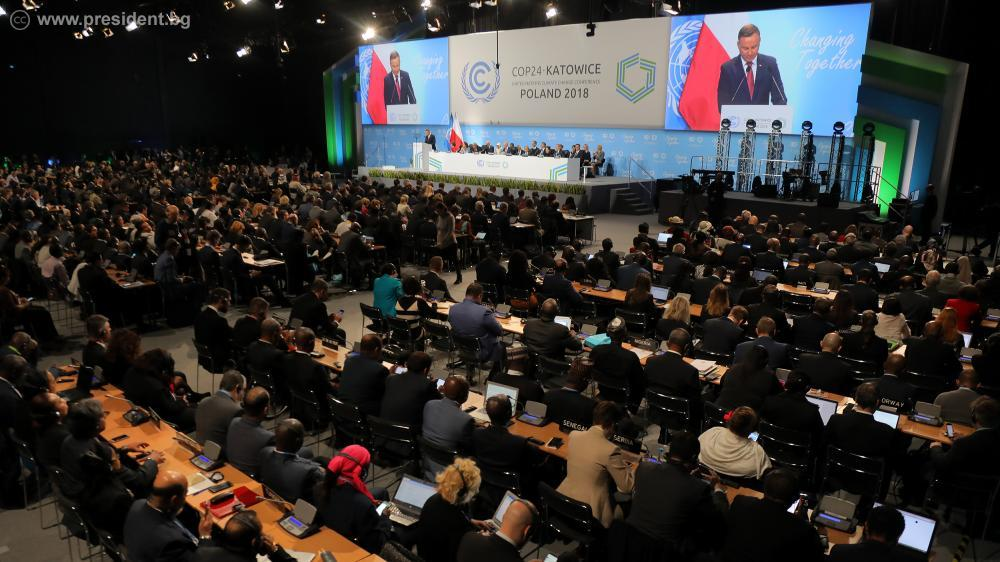
COP24 en 2018.

Parmi les événements organisés sur place figurent :
- European Economic Congress (pl) ;
- Conférence de Katowice de 2018 sur les changements climatiques (COP24)[14] ;
- Intel Extreme Masters Finals (2015-2018 et 2022-2024), avec le Spodek.

Il a été annoncé que la Wikimania 2024 aurait lieu à l'ICC en août 2024.